# Новомирне
Новоми́рне — село Павлівської сільської громади Болградського району Одеської області, Україна Назва при заснуванні Neu Friedenstal. Населення становить 20 осіб.

## Історія
12 червня 2020 року, відповідно до Розпорядження Кабінету Міністрів України від № 724-р «Про визначення адміністративних центрів та затвердження територій територіальних громад Одеської області», увійшло до складу Павлівської сільської територіальної громади.
19 липня 2020 року, в результаті адміністративно-територіальної реформи і ліквідації Арцизького району, село увійшло до складу новоутвореного Болградського району.

## Населення
Згідно з переписом 1989 року населення села становило 15 осіб, з яких 7 чоловіків та 8 жінок.
За переписом населення 2001 року в селі мешкало 20 осіб.

### Мова
Розподіл населення за рідною мовою за даними перепису 2001 року:
| Мова       | Відсоток |
| ---------- | -------- |
| українська | 70 %     |
| болгарська | 25 %     |
| молдовська | 5 %      |